# Héc-quyn (phim 2014)
Héc-quyn (tựa gốc: Hercules) là một bộ phim phiêu lưu hành động kỳ ảo của Mỹ năm 2014 do Brett Ratner làm đạo diễn cùng kịch bản được chắp bút bởi Ryan J. Condal và Evan Spiliotopoulos và có sự tham gia diễn xuất của Dwayne Johnson trong vai nhân vật chính Héc-quyn (Hercules), Ian McShane, Rufus Sewell, Joseph Fiennes, Aksel Hennie, Ingrid Bolsø Berdal, Reece Ritchie, Tobias Santelmann, Joseph Fiennes, Peter Mullan, Rebecca Ferguson, Isaac Andrews, Irina Shayk và John Hurt. Phim dựa trên tiểu thuyết đồ họa Hercules của Steve Moore, cụ thể là loạt phim giới hạn The Thracian Wars. Bộ phim xoay quanh về Hercules, một bán thần tự xưng, và nhóm lính đánh thuê của anh khi họ được thuê để chỉ huy quân đội Thracia chống lại một lãnh chúa.
Héc-quyn được công chiếu vào ngày 25 tháng 7 năm 2014 và được phát hành bởi Paramount Pictures. Nó là một trong hai bộ phim về Heracles của hãng phim Hollywood được phát hành vào năm 2014, bộ phim còn lại là Huyền thoại Hercules, được phát hành bởi Lionsgate. Bộ phim đã trở thành một thành công phòng vé khi thu được về 244 triệu đô la Mỹ với kinh phí 100 triệu đô la Mỹ. Ngoài ra, bộ phim nhận được nhiều đánh giá trái chiều từ các nhà phê bình, với một số lời khen ngợi màn diễn xuất của Johnson và các cảnh hành động mặc dù kịch bản và cốt truyện bị chỉ trích.

## Nội dung
Hercules được coi là con trai á thần của Zeus, người đã hoàn thành Mười hai kỳ công huyền thoại sau khi bị Hera phản bội. Một đêm, nữ thần Hera đã khiến anh phát điên và anh đã giết vợ Megara và các con của mình trong chuyến thăm vua Eurystheus. Nhiều người không biết Hercules có thực sự là con trai của Zeus hay không và họ cũng nghi ngờ những câu chuyện về Mười hai kỳ công của anh. Mặc dù vậy, Hercules vẫn thể hiện sức mạnh phi thường và kỹ năng chiến đấu gần như vô song cũng như khả năng chữa lành mạnh mẽ. Anh cũng thường bị ám ảnh bởi ký ức về cái chết của những người thân yêu và những hình ảnh của Cerberus. Sau đó, Hercules dẫn đầu một nhóm lính đánh thuê bao gồm nhà tiên tri Amphiaraus xứ Argos, tên trộm Autolycus xứ Sparta, chiến binh hoang dã Tydeus xứ Thebes, xạ thủ Amazon Atalanta xứ Scythia và người kể chuyện Iolaus xứ Athens.
Trên bờ biển Macedonia ở miền Bắc Hy Lạp vào năm 358 trước Công nguyên, Hercules và nhóm của anh được Ergenia tiếp cận. Cha của cô, vua Cotys, muốn Hercules huấn luyện quân đội vương quốc Thracia để bảo vệ vương quốc khỏi tên bạo chúa khát máu Rhesus. Hercules chấp nhận sau khi được trả số vàng tương đương với cân nặng của mình và nhóm của anh được Cotys và tướng quân Sitacles, tổng tư lệnh quân đội Thracia, chào đón đến Thracia. Tuy nhiên, sau khi Rhesus đến miền Trung nước Thracia, Cotys khăng khăng rằng Hercules phải dẫn quân để bảo vệ bộ tộc Bessi ở đó, bất chấp sự phản đối của Hercules và việc quân đội chưa được huấn luyện bài bản. Tuy nhiên, họ đã quá muộn vì ma thuật được cho là của Rhesus đã khiến bộ tộc Bessi chống lại nước Thracia. Sau khi bộ tộc Bessi bị đánh bại sau một trận chiến dài và thảm khốc khiến ít nhất một nửa lực lượng binh sĩ Thracia bị tiêu diệt, Hercules và các đồng đội của anh đã huấn luyện quân đội một cách bài bản. Sau khi quân đội được huấn luyện bài bản, Hercules và tướng quân Sitacles đem quân đội Thracia đối đầu với quân đội của Rhesus trước thềm Núi Asticus. Sau một trận chiến đầy gian nan, quân đội Thracia do Hercules chỉ huy đã giành chiến thắng.
Rhesus bị làm tù binh và được đem tới Thracia, nơi hắn bị công chúng sỉ nhục. Cảm thấy thương hại cho Rhesus, Hercules ngăn cản dân chúng ném thêm đồ vật vào hắn. Khi Hercules nhắc đến hành động đốt làng của Rhesus, Rhesus đã nói với anh rằng không phải Rhesus hay quân đội của hắn đã thực hiện những hành động tàn bạo đó. Sau đó, tại sảnh cung điện, Rhesus bị xích lại và bị treo lỏng. Nhận thấy Ergenia tỏ lòng thương hại cho Rhesus, Hercules đối mặt với cô và phát hiện ra Rhesus đã nói sự thật. Rhesus đem quân ra đánh vua Cotys chỉ để kết liễu những nỗ lực mở rộng vương quốc của ông ta. Ergenia mặc dù không đồng ý với phương pháp của Cotys nhưng vẫn phải thực hiện vì sợ hãi và cũng vì người cha tàn ác của cô đã đầu độc chồng cô, vị vua tiền thân. Hơn nữa, Cotys đe dọa con trai cô là Arius, người thừa kế ngai vàng thực sự.
Sau khi nhận được phần thưởng, những người lính đánh thuê đã sẵn sàng rời đi nhưng Hercules quyết định ở lại và ngăn chặn Cotys. Tất cả mọi người trừ Autolycus đều chọn đi theo anh. Tuy nhiên, họ đã bị tướng quân Sitacles và binh lính của ông ta chế ngự và bắt giữ. Trong khi bị xiềng xích, Hercules phải đối mặt với vua Eurystheus, người đã liên minh với Cotys. Eurystheus tiết lộ rằng hắn đã chuốc thuốc mê Hercules vào đêm gia đình anh mất mạng vì hắn coi anh là mối đe dọa đối với quyền lực của mình. Gia đình của Hercules thực sự đã bị giết bởi ba con chó sói do Eurystheus phái đến khiến Hercules liên tục bị mê hoặc bởi nó. Khi Cotys ra lệnh xử tử Ergenia vì tội phản bội, Hercules được Amphiaraus khích lệ tin vào bản thân. Trong một màn thể hiện sức mạnh siêu phàm, Hercules thoát khỏi xiềng xích của mình, cứu Ergenia và một mình tiêu diệt bầy sói. Hercules thả các tù nhân, bao gồm cả Rhesus, và sau đó đối đầu với Eurystheus. Hercules giết chết Eurystheus và anh đã trả thù gia đình mình một cách thành công. Tuy nhiên, anh bị tướng quân Sitacles phục kích, người sau đó bị Iolaus đâm chết. Sau khi thoát khỏi ngục tối, Hercules và đồng đội của anh chiến đấu với quân đội của Cotys. Arius bị bắt làm con tin nhưng được Autolycus giải cứu, người đã quyết định quay trở lại để giúp đồng đội của mình. Trong trận chiến tiếp theo, Tydeus bị thương nặng khi bảo vệ Arius nhưng vẫn tiếp tục chiến đấu. Anh tiêu diệt nhiều binh lính cho đến khi bị ngã xuống và sau đó qua đời trong vòng tay của Hercules. Tiếp theo đó, Hercules đẩy một bức tượng khổng lồ của Hera khỏi nền móng với sức mạnh phi thường của mình để kết liễu Cotys cùng với binh lính của ông ta. Cotys sau đó bị bức tượng đẩy xuống vực thẳm và qua đời.
Sau chiến công đó, những người lính còn lại buông vũ khí xuống và cúi chào Hercules. Họ đã công nhận anh là một á thần và là con trai của Zeus. Cuối cùng, Arius lên ngôi, với Ergenia đứng bên cạnh.

## Diễn viên
- Dwayne Johnson vai Hercules, con trai thần Zeus.
- Irina Shayk vai Megara,[8] vợ của Hercules.
- Rebecca Ferguson vai Ergenia, Công chúa vương quốc Thracia.
- Ian McShane vai Amphiaraus, một nhà tiên tri.
- Rufus Sewell vai Autolycus, một kẻ gian manh.
- Aksel Hennie vai Tydeus, một chiến binh hoang dã.
- Ingrid Bolsø Berdal vai Atalanta, một xạ thủ Amazon.
- Reece Ritchie vai Iolaus, người kể chuyện.
- Tobias Santelmann vai Rhesus, một tên bạo chúa khát máu.
- Joseph Fiennes vai Vua Eurystheus, người giao việc cũ của Hercules.
- Peter Mullan[9] vai Tướng quân Sitacles, tổng tư lệnh quân đội vương quốc Thracia.
- Isaac Andrews vai Arius, Thái tử vuơng quốc Thracia.
- John Hurt vai Vua Cotys, người cai trị vương quốc Thracia, cha của Ergenia và ông ngoại của Arius.
- Joe Anderson[10] vai Phineas
- Steve Peacocke vai Stephanos[11]
- Barbara Palvin vai Antimache[12][13]
- Ian Whyte vai thủ lĩnh Bessi
- Christopher Fairbank vai Gryza, thủ lĩnh cướp biển người Macedonia
- Robert Maillet vai đao phủ vuơng quốc Thracia

## Sản xuất
Bộ phim được đạo diễn bởi Brett Ratner, trong khi Beau Flynn, Barry Levine, Peter Berg, Sarah Aubrey, Ross Fanger và Jesse Berger cùng với Ratner làm giám đốc sản xuất.

## Doanh thu
Héc-quyn thu về 72,7 triệu đô la ở Hoa Kỳ và Canada và 172,1 triệu đô la ở các vùng lãnh thổ khác, với tổng doanh thu trên toàn thế giới là 244,8 triệu đô la.
Tại Hoa Kỳ, Hercules được phát hành vào ngày 25 tháng 7 năm 2014 tại 3.595 rạp chiếu phim. Phim thu về 11 triệu đô la vào ngày đầu công chiếu và 29 triệu đô la vào cuối tuần đầu công chiếu, đứng thứ hai tại phòng vé sau Lucy (44 triệu đô la).
Ngoài Bắc Mỹ, bộ phim được phát hành tại 26 thị trường nước ngoài tại 3.364 địa điểm và thu về 28,7 triệu đô la. Các quốc gia có doanh thu cao nhất là Nga (12 triệu đô la từ 930 rạp), Úc (3,5 triệu đô la từ 222 rạp), Malaysia (1,6 triệu đô la từ 110 rạp), Philippines (1,2 triệu đô la từ 134 rạp), Đài Loan (1,2 triệu đô la) và Singapore (1,1 triệu đô la từ 27 rạp). Trên toàn cầu, phim thu về 6 triệu đô la từ các suất chiếu IMAX, bao gồm 2 triệu đô la từ 114 rạp chiếu quốc tế.

## Tranh cãi
Theo tác giả truyện tranh Alan Moore, bạn của Steve Moore (cả hai người không có quan hệ họ hàng), tác giả của truyện tranh Hercules, Steve muốn tên của mình được giấu sau khi ông đã phát hiện ra rằng ông đã không được tham khảo ý kiến hoặc trả tiền cho bộ phim theo hợp đồng. Tuy nhiên, sau cái chết của Steve, tên của ông vẫn được ghi nhận, điều mà Alan tin rằng chỉ để được thực hiện để quảng cáo. Alan cũng chỉ trích những thay đổi dự kiến của bộ phim đối với tài liệu gốc.